# Hemerocampa salvadora
Hemerocampa salvadora är en fjärilsart som beskrevs av William Schaus 1927. Hemerocampa salvadora ingår i släktet Hemerocampa och familjen tofsspinnare. Inga underarter finns listade i Catalogue of Life.